# Дэлэгийн Баттулга
Делег Баттулга (монг. Дэлэг Баттулга; 1 января 1977, Улан-Батор, Монголия) — монгольский шашист (международные шашки) и тренер, чемпион Азии 2013, серебряный призёр чемпионата Азии 2010 года (блиц), бронзовый призёр чемпионатов Азии 2012 года (блиц), 2016 года (основная программа). Неоднократный призёр Монголии по международным шашкам. Международный гроссмейстер (2013), мастер спорта Монголии.

## Спортивная биография
Дебютировал на мировой арене в 1991 году на первенстве мира среди кадетов (4 место). В 1992 и 1993 годах принял участие в мировых первенствах юниоров, выигранные с триумфом Александром Георгиевым. Сам монгольский юниор сначала занял 22 место, а в 1993 — 11 место
Участник Всемирных интеллектуальных игр 2008 года в Пекине, Китай и 2012 года в Лилле, Франция. В 2008 году монгольский шашист впервые принял участие в столь крупном международном турнире и занял последнее место (54 из 54). В 2012 году он занял 44 место из 82 участников в классической программе. В рамках Всемирных интеллектуальных игр проходил чемпионат мира по блицу (24 место из 51) и быстрым шашкам (49-е из 64)
В 2015 году принял участие во II чемпионат мира по турецким шашкам (2015, 63 место из 64), в чемпионатах мира и Европы по быстрым шашкам — 25 место из 28 и 10 место из 30 соответственно.
Как тренер воспитал китайскую шашистку монгольского происхождения Алатэнхуа — Чемпионку Азии 2014 года и 2010, 2014 годов в формате блиц.